# Проект Невинности
«Прое́кт Неви́нности» (англ. The Innocence Project) — телевизионный сериал студии BBC, рассказывающий о группе ярких и амбициозных студентов, изучающих право.

## Сюжет
Профессор Джон Форд создаёт так называемый «Проект Невинности», в котором работает подобранная группа студентов юридического факультета. Они занимаются делами, о которых никто не хочет знать, в качестве следователей и адвокатов.